# Juliana Martins (modelo)
Juliana Martins (José Bonifácio, 3 de outubro de 1984) é uma modelo brasileira. Ela trabalhou para a Sports Illustrated e participou do Elite Model Look de 1997. Juliana Martins foi rotulada de Cindy Crawford brasileira por John Casablancas quando tinha treze anos.

## Trabalhos
- Marie Claire
- Sports Illustrated